# Bursera standleyana
Bursera standleyana là một loài thực vật có hoa trong họ Burseraceae. Loài này được L.O.Williams & Cuatrec. mô tả khoa học đầu tiên năm 1959.